# Hemiceras amanda
Hemiceras amanda är en fjärilsart som beskrevs av William Schaus 1911. Hemiceras amanda ingår i släktet Hemiceras och familjen tandspinnare. Inga underarter finns listade i Catalogue of Life.